# TXNL4A

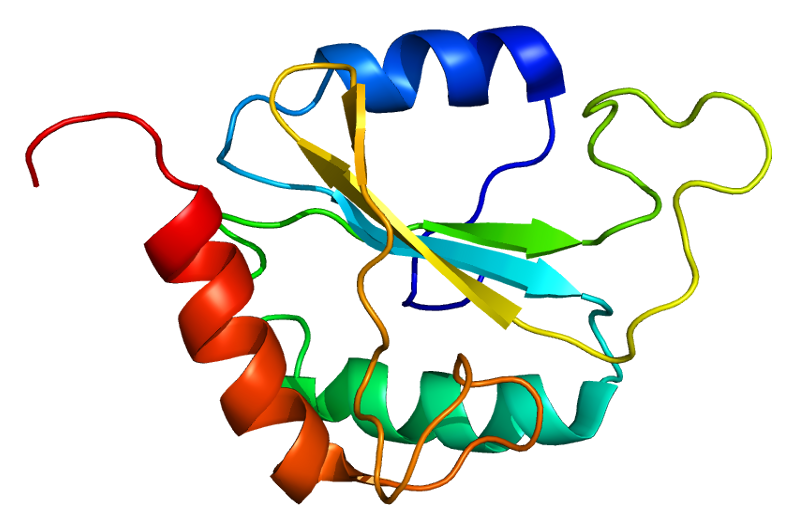
Imagen de la proteína TXNL4A

La proteína 4A similar a la tiorredoxina es una proteína codificada en humanos por el gen TXNL4A.

## Interacciones
Se ha demostrado que TXNL4A interactúa con PQBP1.